# Serica rubiginosa
Serica rubiginosa är en skalbaggsart som beskrevs av Edgar von Harold 1869. Serica rubiginosa ingår i släktet Serica och familjen Melolonthidae. Inga underarter finns listade i Catalogue of Life.